# Art als Jocs Olímpics d'Estiu de 1920

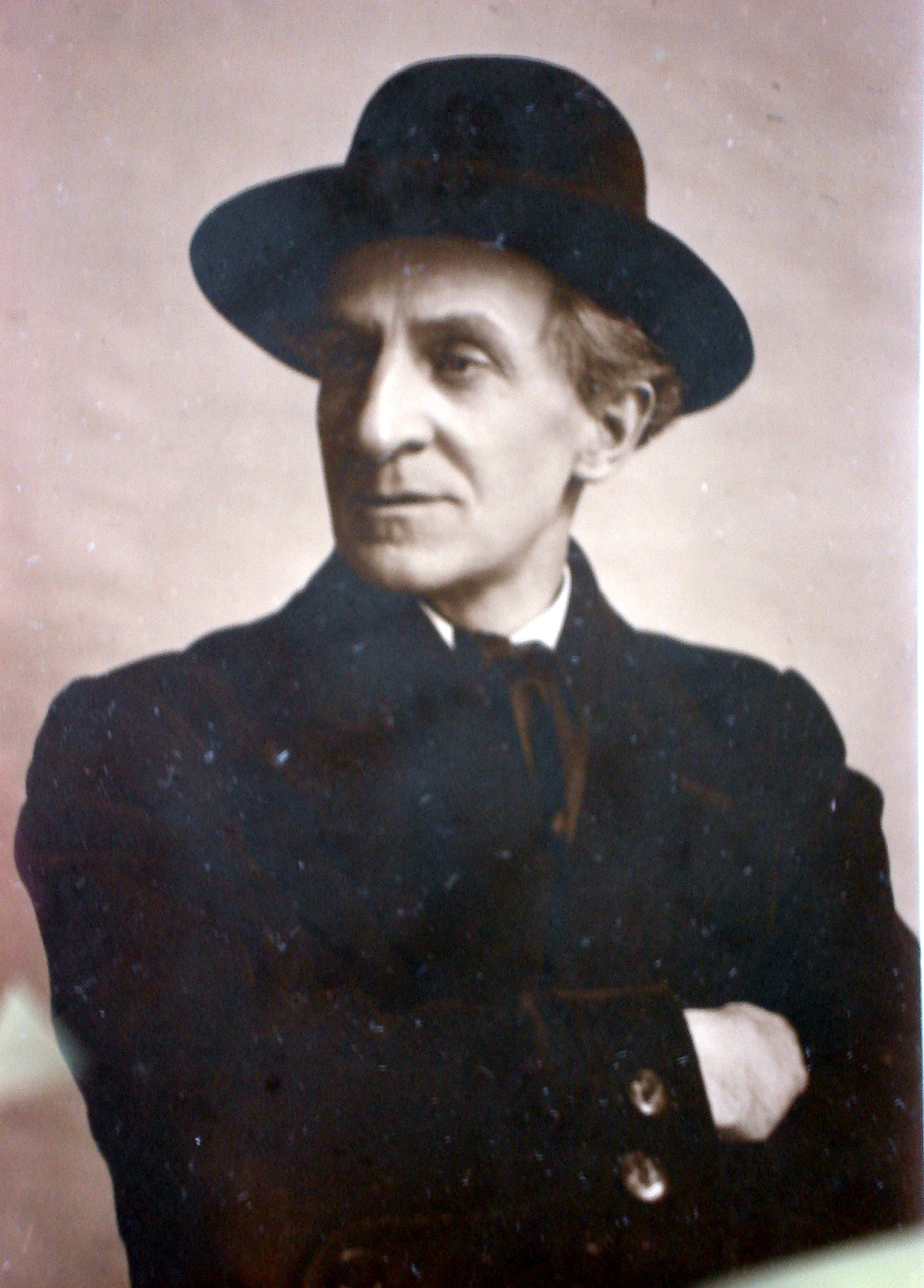
Fotografia del belga Alfred Ost, guanyador de la medalla de bronze en la competició de pintura.

Als Jocs Olímpics de 1920, celebrats a la ciutat d'Anvers (Bèlgica), es van disputar cinc competicions d'art. Es van concedir medalles en cinc categories (arquitectura, literatura, música, pintura i escultura) per a obres inspirades en l'esport olímpic.
Les competicions d'art van formar part del programa olímpic entre el 1912 i el 1948, moment en el qual es van suspendre per problemes sobre la seva professionalitat. A partir del 1952 es va associar al voltant dels Jocs Olímpics un entorn no competitiu de festival cultural i artístic.

## Resum de medalles
| Prova        | Or                                       | Argent                                            | Bronze                                             |
| Arquitectura | No es concedí                            | Holger Sinding-Larsen · Projecte per un gimnàs    | No es concedí                                      |
| Literatura   | Raniero Nicolai · "Canzoni Olimpioniche" | Theodore Andrea Cook · "Olympic Games of Antwerp" | Maurice Bladel · "La Louange des Dieux"            |
| Música       | Georges Monier · "Olympique"             | Oreste Riva · "Epinicion"                         | No es concedí                                      |
| Pintura      | No es concedí                            | Henriette Brossin · "L'élan"                      | Alfred Ost · "Joueur de Football"                  |
| Escultura    | Albéric Collin · "La Force"              | Simon Goossens · "Les Patineurs"                  | Alphons De Cuyper · "Lanceur de Poids" i "Coureur" |

## Medaller
En el seu moment es van concedir medalles als artistes que van participar en la competició i van resultar vencedors, però no van ser reconegudes pel Comitè Olímpic Internacional.
| Posició | País       | Or | Argent | Bronze | Total |
| 1       | Bèlgica    | 2  | 1      | 3      | 6     |
| 2       | Itàlia     | 1  | 1      | 0      | 2     |
| 3       | França     | 0  | 1      | 0      | 1     |
| 3       | Regne Unit | 0  | 1      | 0      | 1     |
| 3       | Noruega    | 0  | 1      | 0      | 1     |